# HD 66190
HD 66190，又名CD-45 3662，SAO 219280、HR 3146，是一颗恒星，视星等为6.61，位于銀經260.35，銀緯-8.06，其B1900.0坐标为赤經7h 57m 9.6s，赤緯-45° -8.06′ 53″。